# زالومون فرانک
زالومون فرانک (آلمانی: Salomon Franck؛ ‏ ۶ مارس ۱۶۵۹ – ۱۱ ژوئیه ۱۷۲۵) یک وکیل، دانشمند و شاعر اهل آلمان بود. 
زالومون فرانک نویسندهٔ لیبرتوهای برخی از آثار مشهور یوهان سباستیان باخ بود. وی هم‌عصر باخ بود و چون او ساکن شهر وایمار بود. فرانک دانش‌آموختهٔ رشته‌های الهیات و حقوق و در شهرهای تسویکاو، آرنشتات و وایمار مشاغل دولتی داشت. همکاری او با باخ از سال ۱۷۱۳ آغاز شد.